# Sarnow
Sarnow – miejscowość i gmina w Niemczech, w kraju związkowym Meklemburgia-Pomorze Przednie, w powiecie Vorpommern-Greifswald, wchodzi w skład Związku Gmin Anklam-Land.